# Assaig sobre la ceguesa
Assaig sobre la ceguesa és una novel·la de l'escriptor portuguès José Saramago publicada el 1995 i traduïda a diversos idiomes, entre els quals el català. És una de les obres més famosos de l'autor, juntament amb Tots els noms, Memorial del convent i L'Evangeli segons Jesucrist.

## Argument
La novel·la tracta de l'aparició sobtada d'una nova plaga de ceguesa, inexplicable i incurable, que castiga una ciutat no identificada. Aquesta «ceguesa blanca» –anomenada així perquè les persones infectades no veuen res més que una superfície lletosa– es manifesta per primera vegada en un home que condueix i pateix un accident de trànsit a conseqüència de la ceguesa. A partir d'ell, xano-xano la ceguesa s'estén per tot el país. Els afectats són posats en quarantena, però resulta impossible contenir la malaltia i els carrers acaben plens de cecs que són víctimes d'aquesta inexplicable malaltia. A mesura que augmenta el temor i la crisi al país, gradualment les persones manifesten els més baixos instints de l'ésser humà i arribaen als extrems més miserables.
El profund egoisme que marca els personatges en la lluita per la supervivència, es converteix en una paràbola de la societat actual, transcendint així el significat de ceguesa més enllà de la mateixa malaltia física. Hi ha una sèrie de trets que fan que aquesta novel·la siga molt particular. L'autor es permet el luxe d'obviar els noms dels personatges. Només l'exhaustiva descripció que fa de cadascun d'ells permet que el lector els identifiqui clarament.
La trama segueix l'esposa d'un metge, l'única persona que no es veu afectada per la malaltia. Aquesta dona fingeix patir la malaltia per poder acompanyar el seu cònjuge. Aquest personatge esdevé el guia col·locat en l'obra no només per als malalts de la narració, sinó perquè els lectors ens fem moltes preguntes. En especial: quin seria el nostre grau de responsabilitat com a persones que «veiem la llum» en un món de cecs? 
Assaig sobre la ceguesa mostra la profunda humanitat dels qui es veuen obligats a confiar en els altres quan els seus sentits físics els abandonen. La brillantor de l'encegadora llum blanca que perceben els principals personatges i la història es converteix no només en un registre de la supervivència física de les multituds cegues, sinó també en un intent de mantenir la dignitat.

## Estil
Com la majoria de les obres de Saramago, la novel·la està escrita en oracions llargues, amb poca puntuació. Les oracions o sentències poden ser de mitja pàgina i a vegades més, la manca de cometes al voltant dels diàlegs vol dir que no sempre és fàcil identificar qui està parlant.
També típic de Saramago, en lloc dels noms dels personatges són esmentats per les denominacions descriptives, com "la dona del metge", "el lladre de cotxes", o "la xiqueta d'ulleres fosques". En vista de la ceguesa que afronten, alguns d'aquests noms són marcadament irònics ("el xiquet de l'estrabisme"), així com potser el fet que el metge és un oculista. La ciutat afectada per la ceguesa no és anomenada ni sabem en quin país ocorren els esdeveniments, hi ha uns identificadors culturals definits, com la presència de tecnologia moderna (finals de la dècada dels 90). Això s'esdevé un element d'atemporalitat i universalitat a la novel·la. Els pocs identificadors culturals retratats poden portar-nos a la idea que el país és la pàtria de Saramago, Portugal; el personatge principal es presenta menjant "chouriço" (un xoriço picant) i alguns diàlegs utilitzen amb familiaritat 'tu' de la segona persona de la forma singular del verb (una distinció que no existeix en anglès, però sí en portuguès). La manca de noms propis és una característica en moltes de les novel·les de Saramago (per exemple: Tots els noms o La cova).
És difícil catalogar aquesta obra de Saramago en un gènere com el realisme màgic o ciència-ficció, atès que la ceguesa apareix d'una manera gairebé màgica, evitant donar un argument científic a la seva existència, però al dedicar-se a reflexionar sobre la psicologia individual i alhora sobre la grupal o sociologia de tota la comunitat afectada, tendeix a un assaig científic, ocupant el suspens com a vehicle de la trama i en alguns moments l'idili; al final Saramago combina elements de diferents gèneres per crear i mantenir la seva obra, en la qual abunden reflexions i anàlisis de situacions mundanes, a més tracta de temes personals tant com morals i universals.

## Adaptació cinematogràfica
El 2006 es va anunciar la captació al cinema de la novel·la. La pel·lícula va estar dirigida per Fernando Meirelles, i es titula Blindness. El 2008 es va estrenar la pel·lícula.